# Signority
Signority 是一個位于加拿大首都渥太華，基于雲端運算 的電子簽名提供商。Signority的軟件即服務平台提供企業客戶以簡化的流程來管理合同的工作流和執行的方案。它提供的無紙化線上數字簽名方案使用戶得以不受地理位置限制地訪問、查對和簽署文件。

## 歷史
Signority位於加拿大渥太華，由加拿大華裔企業家Jane He和Qingbo Jin於2010年11月19日創辦。創辦之初，公司名稱定為EPEInk (意為Electronic Pen/Paper Electronic Ink），而產品名稱定為 "GreenSignatures" (綠色簽名)。 2013年1月，公司和產品均被更名為Signority。兩位創始人認為，未來的企業必須以更高效、更可持續、以及更環保的方式運作。這一遠見成為了兩位創始人創辦Signority的啟發。 公司核心員工具備的雲端計算、電子化健康、網絡安全、政務應用和公共安全方面的專門知識促使以“高等級的安全保證”和“簡便易用”為核心的產品理念應運而生。

## 專利和產品
除“簡便易用”以外，Signority亦重視智慧財產權方面的投資。兩個專利申請已經被提交至美國專利及商標局。
1. 一項專利申請是突破性地將繁複的公開金鑰基礎建設技術簡化為軟件即服務模式。公開金鑰基礎建設是一項高度安全、得到全球立法機構認可的技術。然而，雖然公開金鑰基礎建設技術誕生已久，它複雜且昂貴的特性使得它難以被廣泛使用。普遍地，公開金鑰基礎建設技術需要在伺服器和客戶端安裝與硬件相結合的預置性軟件。傳統的公開金鑰基礎建設技術確保了公司內部文件簽署的不可否認性和文件的完整性，卻不適用文件接受者位於公司外部的情況。Signority發明了將公開金鑰基礎建設技術帶到雲端的方法。伺服器上不會生成或存儲私鑰。這項技術是由渥太華大學的教授Carlisle Adams和Guy-Vincent Jourdan發明的。
2. 另一項專利申請是關於兩種簽名方法：在簽名過程中結合電子證據（音頻和視頻）以符合國際上法律要求的“實時簽名”(Real-Time Sign)， 和通過一次性發出大量待簽文件來節省文件管理員的時間的“公開簽名” (Open Sign)。這項專利的發明者是公司創始人Jane He和Qingbo Jin。[5]

Signority 是完全基於網絡的線上應用。它支持多種主流網頁瀏覽器，包括Google Chrome、Firefox、Internet Explorer 8+等，沒有硬件和軟件安裝之要求。Signority也提供給企業客戶的應用程序接口服務。

## 合法性
Signority運用多級別的客戶身份認證以及256位加密技術來保證文件及簽名的安全性。由於包括美國的Electronic Signatures in Global and National Commerce Act(ESIGN), the Uniform Electronic Commerce Act, 和加拿大的The Personal Information Protection and Electronic Documents Act (PIPEDA),在內的多部北美洲及國際法律    允許電子簽名在多種場合和多個產業內的應用，如法律界 和房地產業， Signority的電子簽名是有效且具有法律約束力的。

## 外部連結
- 官方網站（页面存档备份，存于）
- Signority on Twitter（页面存档备份，存于）
- Signority on LinkedIn
- Signority on Facebook（页面存档备份，存于）